# Синграси
Сѝнграси (на гръцки: Σύγκραση; на турски: Sınırüstü) е село в Кипър, окръг Фамагуста. Според статистическата служба на Северен Кипър през 2011 г. селото има 186 жители.
Де факто е под контрола на непризнатата Севернокипърска турска република.